# الزنبقي
الزنبقي قرية سورية تتبع ناحية دركوش في منطقة جسر الشغور في محافظة إدلب. بلغ عدد سكانها 752 نسمة في عام 2004 حسب إحصاء المكتب المركزي للإحصاء.